# Sestrska ladja
Sestrska ladja je ladja istega razreda ali skoraj enake zasnove kot druga ladja. Takšna plovila imajo skoraj enako postavitev trupa in nadgradnje, podobne velikosti ter približno primerljive lastnosti in opremo. Pogosto si delijo skupno temo o poimenovanju, bodisi da so poimenovane po isti vrsti stvari (kraji, ozvezdja, monarhi) ali s kakšno aliteracijo. Sestrske ladje se med službovanjem bolj razlikujejo, saj je njihova oprema (v primeru mornariških plovil, oborožitev) posebej spremenjena. 
Na primer, ameriške vojaške ladje USS Iowa, USS New Jersey, USS Missouri in USS Wisconsin so vse sestrske ladje, od katerih je vsaka vojaška ladja iz razreda Iowa.
Najbolj znane sestrske ladje so bile RMS Olympic, RMS Titanic in HMHS Britannic iz razreda Olympic, družbe White Star Line. Tako kot nekatere druge linijske ladje, so tudi sestrske ladje delovale kot sotekmovalci. Med drugimi sestrskimi ladjami sta raziskovalni ladji morja, Royal Advent of the Sea in Adventure of the Sea, družbe Royal Caribbean International. 
Polsestrske ladje se nanašajo na ladje istega razreda, vendar z nekaj pomembnimi razlikami. En primer polsestrske ladje so britanske vojaške motorne ladje razreda Courageous iz prve svetovne vojne, kjer sta imeli prvi dve ladji štiri 381 mm velike puške, zadnja ladja HMS Furious pa je imela dve 18-palčni (457 mm)  ) pištole. Drug primer so ameriške letalnosilke razreda Essex iz druge svetovne vojne, ki so prišli v različicah z dolgim trupom in s kratkim trupom.
Med pomembnimi sestrskimi zračnimi ladjami sta ameriški sestrski ladji USS Akron in USS Macon ter nemški zračni ladji Hindenburg Hindenburg in Graf Zeppelin II.
Splošno sprejete komercialne razlike sestrske ladje so naslednje:
- Vrsta: Identična glavna vrsta (ponjava, cisterna, RoRo itd.) 
- Suha teža (DWT): ± 10% na DWT (Če ima ladja 100.000 DWT, 90.000 do 110.000 DWT)
- Izdelovalec: Identično ime podjetja za ladjedelništvo (ne ladja, lokacija ladjedelnice ali država, kjer je ladja zgrajena)
Kritična ključna merila so enaka zasnova trupa. Na primer, priljubljena standardna zasnova TESS-57, ki jo je izdelalo podjetje Tsunishi Shipbuilding, je zgrajena na Japonskem, Kitajskem in Filipinih. Vse ladje tega dizajna so razvrščene kot sestrske ladje. 
Mednarodna pomorska organizacija je v resoluciji IMO MSC / Circ.1158 v letu 2006 opredelila sestrsko ladjo. Merila so vključevala:
- Sestrska ladja je ladja, ki jo na istem načrtu zgradi ista ladjedelnica ali ladjedelniško podjetje, 
- Sprejemljivo odstopanje velikosti vodilne ladje mora biti med 1 in 2% večje od vodilne ladje, odvisno od dolžine ladje.